# Eubostrichus guernei
Eubostrichus guernei is een rondwormensoort uit de familie van de Desmodoridae. De wetenschappelijke naam van de soort is voor het eerst geldig gepubliceerd in 1889 door Certes.